# بيتر هافليسيك
بيتر هافليسيك (بالألمانية: Peter Havlicek)‏ هو عازف جاز وكاتب أغاني وملحن وعازف قيثارة ومغني نمساوي، ولد في 17 أبريل 1963 في فيينا في النمسا.

## وصلات خارجية
- بيتر هافليسيك على موقع ميوزك برينز (الإنجليزية)